# RSC Darmstadt
Der RSC Darmstadt ist ein Sportverein aus Darmstadt. Der etwa 250 Mitglieder starke Verein betreibt derzeit die Abteilungen  Rollhockey, Rollkunstlauf und Breitensport. Der Verein wurde am 12. August 1948 in Darmstadt gegründet.

## Sportarten

### Rollhockey
Rollhockey ist die eine der beiden Traditionssportarten des RSC und wird seit Vereinsgründung ununterbrochen betrieben. Die größten Erfolge feierte die erste Mannschaft Ende der 1980er Jahre.
1988 wurde man Deutscher Rollhockeymeister und 1989 Deutscher Pokalsieger.
Beim RSC Darmstadt wird Rollhockey in allen Altersklassen betrieben. Der Verein ist derzeit der einzige in Süddeutschland, der in der jüngsten Altersklasse, der D-Jugend (U-9), eine Mannschaft zum regulären Spielbetrieb gemeldet hat.

### Rollkunstlauf
Die zweite Traditionssportart, die beim RSC seit der Gründung betrieben wird, ist der Rollkunstlauf.

#### Gruppen
Die Rollkunstlaufabteilung des Vereins besteht aus drei Gruppen:
- Leistungsgruppe
- Breitensportgruppe
- Erwachsenenlauf

### Breitensport
Der Bereich Breitensport umfasst eine Gymnastik- und Wandergruppe.

## Ehemalige Sportarten

### Eishockey
| Saison  | Liga       | Vorrunde | Endrunde |
| ------- | ---------- | -------- | -------- |
| 2007/08 | RL Hessen  | 1. Platz | Meister  |
| 2008/09 | RL Hessen  | 1. Platz | Meister  |
| 2009/10 | Hessenliga | 1. Platz | Meister  |
| 2010/11 | RL West    | 6. Platz |          |

Quelle: rodi-db.de
Der einstmals selbstständige Eissportclub Darmstadt war in den TSG Darmstadt aufgegangen, diese Abteilung wurde in der Spielzeit 2007/08 an den RSC weitergereicht und existierte bis 2010/11. Die Seniorenmannschaft spielte von 2007 bis 2009 in der Regionalliga Hessen spielte. Nach der Neugliederung der Ligen in Hessen und Nordrhein-Westfalen spielte sie 2009/10 in der Hessenliga und stieg zur Saison 2010/11 in die Regionalliga West auf.
Auf der Hauptversammlung des RSC von 2011 wurde einstimmig die Eishockeyabteilung in den wiedergegründeten Verein Eissportclub Darmstadt (Dukes) ausgelagert, der als Gesamtrechtsnachfolger vom LEV Nordrhein-Westfalen anerkannt wurde.

### Inlinehockey
Die Inlinehockeyabteilung war zeitweise mit zwei Teams vertreten:
- einem leistungsorientierten Team, welches in der IHD spielte
- einem Freizeit-Team, welches in einer reinen Hobbyliga spielte

Im Jahr 2012 wurde die Abteilung mangels Spielern aufgelöst.

## Spielstätten
Der RSC Darmstadt verfügt über eine vereinseigene Rollschuhbahn am Orpheum. Neben dieser Freibahn ist noch eine Mehrzweckhalle, die gemeinsam mit dem BC Darmstadt genutzt wird. Die Bundesligaspiele der Rollhockeyherrenmannschaft werden im Landesleistungszentrum des Hessischen Rollsport und Inline Verbandes (HRIV)in der Kranichsteinerstraße in Darmstadt ausgetragen.

## Darmstädter TSG 1846
Neben dem RSC Darmstadt nahm der TSG Darmstadt (Stars) von 1989/90 bis 2007/08 am Spielbetrieb des Hessischen Eissportverbandes (HEV) teil. Dem TSG gelang 1989/90 der Aufstieg in die damalige fünftklassige Hessenliga und 2003 in die Regionalliga, in der er bis 2008 spielte. Den größten Erfolg erreichte das Team 2006 mit der Meisterschaft der viertklassigen RL-Hessen. Nach der Saison 2007/08, in der TSG und RSC parallel an der Hessenliga teilgenommen hatten, endete der Spielbetrieb der TSG.